# Cyrtocarenum grajum
Cyrtocarenum grajum là một loài nhện trong họ Ctenizidae.
Loài này thuộc chi Cyrtocarenum. Cyrtocarenum grajum được miêu tả năm 1836 bởi Carl Ludwig Koch.